# Giuseppe Olivi

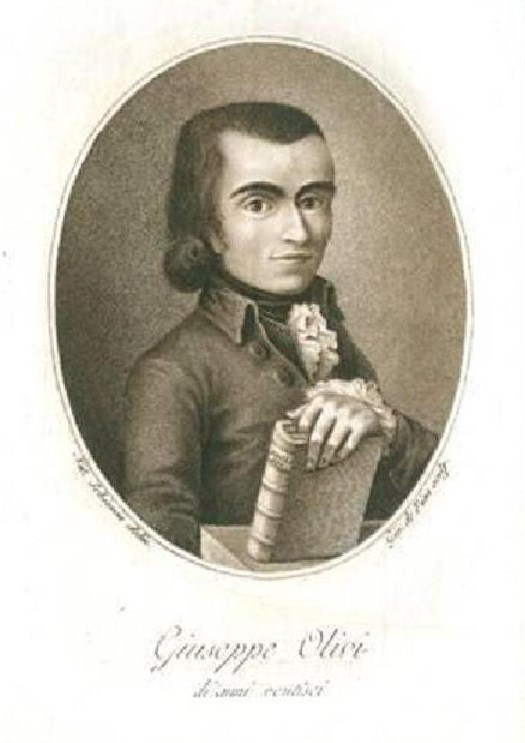
Giuseppe Olivi

Giuseppe Olivi (* 18. März 1769 in Chioggia; † 24. August 1795 in Padua) war ein italienischer Naturforscher. Sein offizielles botanisches Autorenkürzel lautet „Olivi“.

## Leben
Olivi, der in Chioggia Schüler von Francesco und Giuseppe Fabris war, interessierte sich für die verschiedensten naturwissenschaftlichen Fragen, Chemie (wo er Anhänger von Antoine Laurent de Lavoisier war), Mineralogie, Landwirtschaft, Zoologie und Botanik (besonders Algen). Sein Hauptwerk ist eine Beschreibung der Tiere der Adria in der Lagune von Venedig. Als Anhänger von Albrecht von Haller befasste er sich mit Reizbarkeit von Körperteilen und tierischer Elektrizität. Obwohl er kein Gelübde abgelegt hatte kleidete er sich in geistliche Gewänder und führte den Titel eines Abate.
Von ihm stammt zum Beispiel die Erstbeschreibung der Korbmuschel (Varicorbula gibba, Synonym: Corbula gibba) oder der Jaguar-Rundkrabbe (Xantho poressa, Synonym: Cancer poressa).
Er war Mitglied der Turiner und Berliner Akademie der Wissenschaften und der Accademia dei XL. 1793 wurde er auch zum korrespondierenden Mitglied der Göttinger Akademie der Wissenschaften gewählt.
Er starb an der Tuberkulose, unter der er seit seinem fünften Lebensjahr zu leiden hatte. Ein zoologisches Museum in Chioggia ist nach ihm benannt.

## Schriften
- Zoologia adriatica: ossia catalogo ragionato degli animali del Golfo e delle Lagune di Venezia : preceduto da una dissertazione sull storia fisica e naturale del Golfo : e accompagnato da memorie, ed osservazioni di fisica storia naturale ed economia, Bassano 1792, Nachdruck Padua 1995, Biodiversity Library